# Le Mesnil-sur-Blangy
Le Mesnil-sur-Blangy és un municipi francès situat al departament de Calvados i a la regió de Normandia. L'any 2007 tenia 179 habitants.

## Demografia

### Població
El 2007 la població de fet de Le Mesnil-sur-Blangy era de 179 persones. Hi havia 68 famílies de les quals 16 eren unipersonals (12 homes vivint sols i 4 dones vivint soles), 32 parelles sense fills i 20 parelles amb fills.
La població ha evolucionat segons el següent gràfic:
Habitants censats

### Habitatges
El 2007 hi havia 141 habitatges, 74 eren l'habitatge principal de la família, 63 eren segones residències i 5 estaven desocupats. 139 eren cases i 1 era un apartament. Dels 74 habitatges principals, 53 estaven ocupats pels seus propietaris, 19 estaven llogats i ocupats pels llogaters i 1 estava cedit a títol gratuït; 2 tenien dues cambres, 6 en tenien tres, 15 en tenien quatre i 50 en tenien cinc o més. 62 habitatges disposaven pel capbaix d'una plaça de pàrquing. A 36 habitatges hi havia un automòbil i a 36 n'hi havia dos o més.

### Piràmide de població
La piràmide de població per edats i sexe el 2009 era:
| Homes | Edats   | Dones |
| ----- | ------- | ----- |
| 0     | 95 o +  | 0     |
| 0     | 90 a 94 | 0     |
| 0     | 85 a 89 | 1     |
| 0     | 80 a 84 | 1     |
| 2     | 75 a 79 | 3     |
| 4     | 70 a 74 | 0     |
| 5     | 65 a 69 | 4     |
| 4     | 60 a 64 | 6     |
| 2     | 55 a 59 | 4     |
| 8     | 50 a 54 | 5     |
| 9     | 45 a 49 | 6     |
| 7     | 40 a 44 | 11    |
| 7     | 35 a 39 | 6     |
| 3     | 30 a 34 | 7     |
| 3     | 25 a 29 | 6     |
| 3     | 20 a 24 | 1     |
| 10    | 15 a 19 | 8     |
| 6     | 10 a 14 | 9     |
| 8     | 5 a 9   | 13    |
| 5     | 0 a 4   | 7     |

## Economia
El 2007 la població en edat de treballar era de 118 persones, 92 eren actives i 26 eren inactives. De les 92 persones actives 88 estaven ocupades (46 homes i 42 dones) i 4 estaven aturades (2 homes i 2 dones). De les 26 persones inactives 9 estaven jubilades, 10 estaven estudiant i 7 estaven classificades com a «altres inactius».

### Ingressos
El 2009 a Le Mesnil-sur-Blangy hi havia 71 unitats fiscals que integraven 177 persones, la mediana anual d'ingressos fiscals per persona era de 20.050 €.

### Activitats econòmiques
Dels 14 establiments que hi havia el 2007, 1 era d'una empresa de fabricació d'altres productes industrials, 4 d'empreses de construcció, 1 d'una empresa de comerç i reparació d'automòbils, 1 d'una empresa financera, 4 d'empreses de serveis, 1 d'una entitat de l'administració pública i 2 d'empreses classificades com a «altres activitats de serveis».
Dels 5 establiments de servei als particulars que hi havia el 2009, 1 era un paleta, 1 guixaire pintor, 1 electricista, 1 empresa de construcció i 1 perruqueria.
L'any 2000 a Le Mesnil-sur-Blangy hi havia 7 explotacions agrícoles.

## Poblacions més properes
El següent diagrama mostra les poblacions més properes.